# Benjamin Trautvetter
Benjamin Trautvetter (* 28. März 1985 in Eisenach) ist ein deutscher Handballspieler.

## Karriere
Benjamin Trautvetter begann in seiner Jugend beim ThSV Eisenach mit dem Handball. 2004 wechselte er zum Zweitligisten HSG Niestetal-Staufenberg. Dort spielte der 1,90 Meter große Kreisläufer zwei Jahre, dann kehrte er nach Eisenach zurück. Mit dem ThSV gelang ihm 2013 der Aufstieg in die erste Bundesliga. Nach dem direkten Wiederabstieg folgte 2015 der direkte Wiederaufstieg. Nach der Saison 2016/17 wechselte Trautvetter in die 2. Mannschaft vom ThSV, bei dem er zusätzlich als Co-Trainer tätig war. Ab dem Sommer 2018 lief er für den Oberligisten HSV Apolda auf. 2019 verließ er Apolda und ist seitdem beim Thüringer Handball-Verband als Auswahltrainer tätig. Seit November 2019 ist er beim HSC Bad Neustadt sowohl als Co-Trainer als auch als Spieler aktiv.